# Sóc xám Arizona
Sóc xám Arizona, tên khoa học Sciurus arizonensis, là một loài động vật có vú trong họ Sóc, bộ Gặm nhấm. Loài này được Coues mô tả năm 1867.
Sóc xám Arizona là loài đặc hữu của các hẻm núi và thung lũng bao quanh bởi cây rụng lá và rừng hỗn hợp ở miền đông Arizona và miền bắc Mexico.
Loài này bị đe dọa do mất môi trường sống. Loài sóc lớn khác đó là trong phạm vi của nó là sóc Abert, mà có búi tai và sống trong rừng thông. Mặc dù họ hành động và trông giống như loài sóc xám khác, sóc xám Arizona thực sự liên quan chặt chẽ hơn với loài sóc cáo.

## Hình ảnh

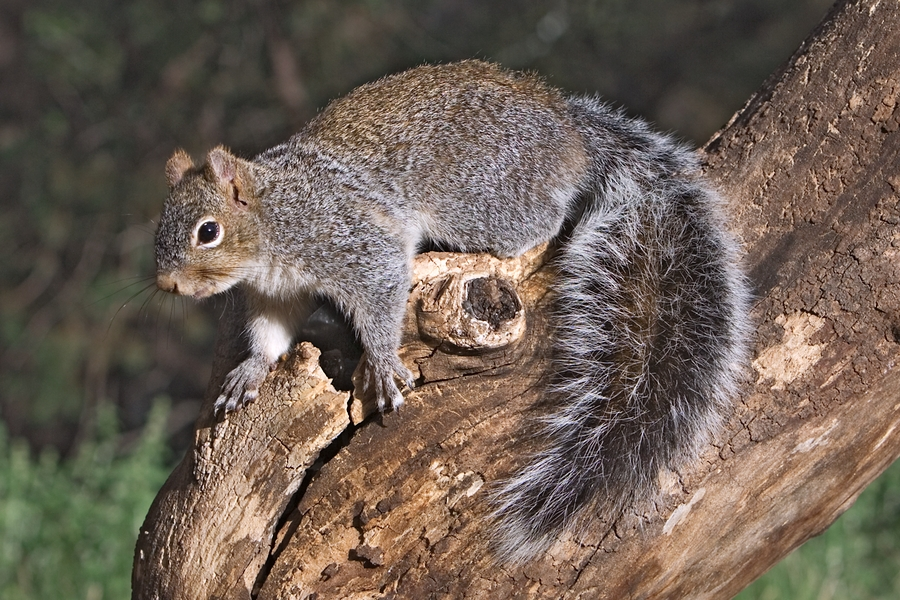
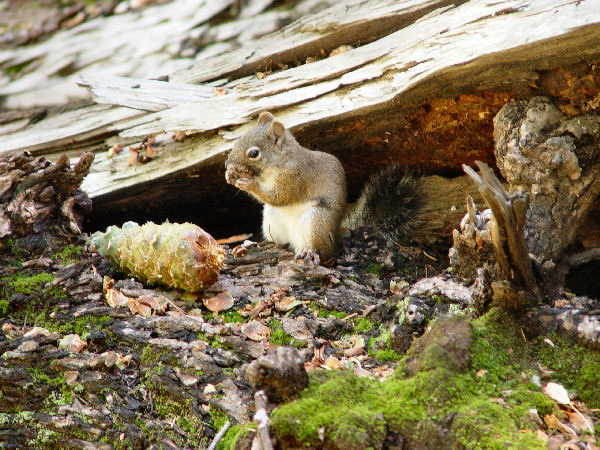